# الحارث بن أنس بن رافع
الحارث بن أنس بن رافع (المتوفي سنة 3 هـ) صحابي، من الأنصار من بني عبد الأشهل، شهد غزوة بدر، وقُتل في غزوة أحد.